# 1032.
◄ | 10. stoljeće | 11. stoljeće | 12. stoljeće | ►
◄ | 1000-ih | 1010-ih | 1020-ih | 1030-ih | 1040-ih | 1050-ih | 1060-ih | ►
◄◄ | ◄ | 1029. | 1030. | 1031. | 1032. | 1033. | 1034. | 1035. | ► | ►►
Arhitektura • Astronomija • Knjige • Književnost • Kršćanstvo • Pravo • Promet • Znanost

## Događaji
- Domenico Flabanico je izabran za mletačkog dužda.

## Smrti
- Ivan XIX., papa

## Vanjske poveznice
|  | Zajednički poslužitelj ima još gradiva o temi 1032. |